# Dilophus balfouri
Dilophus balfouri är en tvåvingeart som beskrevs av Edwards 1935. Dilophus balfouri ingår i släktet Dilophus och familjen hårmyggor.
Artens utbredningsområde är Colombia. Inga underarter finns listade i Catalogue of Life.